# Шпион по соседству
«Шпион по соседству» (англ. The Spy Next Door) — комедийный семейный фильм с Джеки Чаном в главной роли. Режиссёр картины — Брайан Левант. Съёмки фильма проходили с конца октября по конец декабря 2008 года в Рио-Ранчо (штат Нью-Мексико). Фильм вышел в США 15 января 2010 года.

## Сюжет
В небольшом американском городке живёт довольно привлекательная и ещё молодая мать трёх детей Джиллиан. Когда в соседнем доме селится интеллигентный китаец Боб Хо, они начинают по-соседски общаться, постепенно всё больше интересуясь друг другом. И когда однажды Джиллиан приходится уехать на несколько дней к заболевшему отцу, сосед с удовольствием — но, правда, с некоторой опаской — соглашается присмотреть за её детьми.
Проблема в том, что мягкий и вежливый Боб — на самом деле международный шпион, опытный оперативник китайской разведки, работающий в данном случае под прикрытием в сотрудничестве с ЦРУ. Один из детей из любопытства скачивает файл, за которым охотится русская мафия. После этого Бобу приходится в одиночку разобраться и с русскими, и с работающими на Антона Полдарка «кротами» в ЦРУ, чтобы спасти важную информацию и защитить детей.

## В ролях
- Джеки Чан — Боб Хо, шпион, работающий на ЦРУ
- Эмбер Валлетта — Джиллиан, соседка Боба
- Магнус Скевинг — Антон Полдарк, русский террорист
- Мадлен Кэрролл — Фэррен, падчерица Джиллиан
- Уилл Шэдли — Иэн, сын Джиллиан
- Алина Фоли — Нора, дочь Джиллиан
- Билли Рэй Сайрус — Колтон Джеймс, партнер Боба
- Джордж Лопес — Глейз, начальник Боба и работающий на Полдарка
- Лукас Тилл — Ларри, подросток, работающий на Полдарка
- Кэтрин Бёхер — Татьяна Крил
- Джефф Чейз — русский бандит

## Саундтрек
1. «Secret Agent Man» в исполнении Джонни Риверса
2. «The Way It Was». Композитор и исполнитель Даниэль Мэй
3. «Ba Ma De Hua» в исполнении Джеки Чана (музыкальная тема фильма «Роб-Би-Гуд»)
4. «One Way or Another» в исполнении Blondie

## Выход

### Сборы
В первый уик-энд проката в США фильм собрал 9,7 млн долларов, выйдя в 2924 кинотеатрах. За четыре дня он собрал 12,9 млн и занял шестое место за этот срок проката. Общие сборы составили 45,2 млн долларов.

### Критика
На сайте Rotten Tomatoes фильм имеет рейтинг 12 % на основе 90 рецензий со средним баллом 3.5 из 10. Консенсус сайта гласит: «Сценарий недостаточно смешной, чтобы скрыть поблекшие физические способности Джеки Чана. Фильм потерпел неудачу на всех возможных уровнях». На сайте Metacritic фильм имеет оценку 27 из 100 на основе 21 рецензии критиков, что соответствует статусу «в основном неблагоприятные отзывы».